# Emma Hult
Emma Ulla Elisabet Hult, född 25 maj 1988 i Trelleborg, är en svensk politiker (miljöpartist). Hon var ordinarie riksdagsledamot 2014–2022, invald för Jönköpings läns valkrets. Hult var ordförande i civilutskottet 2018–2022.
Hult är bosatt i Jönköping och har arbetat som utvecklingsingenjör på fritidsförvaltningen i kommunen. Mellan 2013 och 2015 var hon språkrör för Miljöpartiets studentförbund Gröna Studenter.
Hon blev riksdagsledamot i riksdagsvalet 2014, då hon stod som fyra på Miljöpartiets riksdagslista i Jönköpings län, men klättrade till första plats med hjälp av personkryss. I riksdagsvalet 2018 blev hon omvald. I riksdagsvalet 2022 kandiderade hon för en tredje mandatperiod, men Miljöpartiet förlorade med knapp marginal sitt riksdagsmandat i länet.